# Chương Dương (xã)
Chương Dương là một xã thuộc thành phố Hà Nội, Việt Nam.
Ngày 16 tháng 6 năm 2025, Quốc hội Việt Nam quyết định sắp xếp toàn bộ diện tích tự nhiên, quy mô dân số của các xã Chương Dương, Lê Lợi, Thắng Lợi, Tự Nhiên, một phần diện tích tự nhiên, quy mô dân số của xã Tô Hiệu và xã Vạn Nhất (huyện Thường Tín cũ) thành xã mới có tên gọi là xã Chương Dương.